# Nicole Lewin
Nicole Lewin (Zimbabwe, 1957) is een beeldend kunstenaar die haar jeugd deels doorbracht in Parijs. 
Lewin studeerde af in Londen als interieurontwerpster. Lewins oeuvre omvat onder meer schilderijen, films, foto's en design.
Lewin was een van de tien fotografen die (samen met onder andere Arie Kievit en Stephan Vanfleteren) voor Stichting Pofferd-de Nul de tentoonstelling De Grote Oversteek maakte over de overgang van het jaar 1999 naar 2000. Tevens maakte ze onder meer de foto's voor het album Kongo van Henny Vrienten.